# کی‌دی مهوانگسا
کی‌دی مهوانگسا (به انگلیسی: KD Mahawangsa) یک کشتی است که طول آن ۱۰۰ متر (۳۲۸ فوت ۱ اینچ) می‌باشد. این کشتی در سال ۱۹۸۳ ساخته شد.